# Maskowanie (psychologia)
Maskowanie
1. maskowanie w przypadku zaburzeń:
  - spektrum autyzmu: maskowanie objawów autyzmu polega na modyfikacji własnego zachowania w taki sposób, aby lepiej się wpasowywało w normy powszechnie przyjęte w danej społeczności. Maskowanie w przypadku spektrum autyzmu powoduje, że osoba może być wykończona tym, że musi się ukrywać taka jaka jest i z tego powodu może mieć objawy depresyjne[1].
2. podczas badań psychologicznych - wprowadzenie w błąd uczestników eksperymentu lub zatajenie przed nimi prawdziwego celu badań albo też wydarzeń, które w rzeczywistości zaistnieją[2].